# Ioanid Roșu
Ioanid Roșu (n. ?) este profesor asistent (lector) român la Graduate School of Business, Universitatea din Chicago.
Este născut la Bacău, fiind fiul istoricului și eminescologului Ioan Roșu. Ioanid Roșu a urmat matematica la Universitatea din București și a obținut două doctorate la Massachusetts Institute of Technology, în SUA.
Ioanid Roșu este și profesor invitat la Școala Doctorală de Finanțe-Bănci, Academia de Studii Economice din București.

## Cercetarea științifică
În lucrările sale Ioanid Roșu analizează lichiditatea piețelor financiare. Roșu cercetează efectul acestora asupra prețurilor activelor și a deciziilor investiționale. De asemenea, profesorul Roșu este interesat de achiziționare, de opțiunile de preț și de managementul profitului.
Lucrările lui Roșu apar în Seminaire de Probabilites, în American Journal of Mathematics, Mathematische Zeitschrift și în alte prestigioase reviste academice. Profesorul Roșu a fost invitat să țină prelegeri la Universitatea Princeton, la Universitatea Carnegie Mellon, la Școala Wharton School a Universității din Pennsylvania, la Universitatea din Michigan, la Universitatea California din Berkeley, la Massachusetts Institute of Technology, la Hebrew University, la Universitatea Northwestern și la Universitatea din Toronto.
Înainte de a preda la Graduate School of Bussiness (GSB), Roșu a predat la MIT, unde el a obținut Premiul Charlie Housman pentru Excelență în Predare.
Roșu a fost student de merit în SUA (National Merit Scholar). El a urmat cursurile Facultății de Matematică, ale Universității din București, unde a terminat cu licență în matematică în 1994. A obținut două doctorate, unul în matematică în 1999 și unul în finanțe în 2004, ambele la Institutul Tehnologic Massachusets (MIT), unde a primit o bursă Merrill Lynch, o bursă Zannetos, o bursă Pappas și o bursă Gerrity Fellowship.
Din anul 2004 lucrează la GSB, Universitatea din Chicago.

## Publicații mai importante
1. On the Derivation of the Black-Scholes Formula[nefuncțională]
, cu Dan Stroock; Séminaire de Probabilités 37 (2004), 399-414.
2. Equivariant Elliptic Cohomology and Rigidity[nefuncțională]
, American Journal of Mathematics 123 (2001), 647-677.
3. Equivariant K-Theory and Equivariant Cohomology[nefuncțională]
, appendix with Allen Knutson; Mathematische Zeitschrift 243 (2002), 423-448.